# Karangharjo (Kragan)
Karangharjo is een bestuurslaag in het regentschap Rembang van de provincie Midden-Java, Indonesië. Karangharjo telt 4145 inwoners (volkstelling 2010).